# Яблонув (Мазовецьке воєводство)
Яблонув (пол. Jabłonów) — село в Польщі, у гміні Полічна Зволенського повіту Мазовецького воєводства.
Населення — 200 осіб (2011).
У 1975-1998 роках село належало до Радомського воєводства.

## Демографія
Демографічна структура станом на 31 березня 2011 року:
|          | Загалом | Допрацездатний вік | Працездатний вік | Постпрацездатний вік |
| -------- | ------- | ------------------ | ---------------- | -------------------- |
| Чоловіки | 89      | 20                 | 60               | 9                    |
| Жінки    | 111     | 31                 | 53               | 27                   |
| Разом    | 200     | 51                 | 113              | 36                   |